# Les Alasses
Les Alasses este o arie protejată (sit de importanță comunitară — SCI) din Franța întinsă pe o suprafață de 580 ha, integral pe uscat.

## Localizare
Centrul sitului Les Alasses este situat la coordonatele 44°04′03″N 3°10′58″E / 44.0675°N 3.18278°E.

## Înființare
Situl Les Alasses a fost declarat arie specială de conservare în baza directivei 92/43 din 1992 referitoare la conservarea habitatelor naturale și a faunei și florei sălbatice pentru a proteja 1 specie de animale.

## Biodiversitate
Situată în ecoregiunea mediteraneană, aria protejată conține 4 habitate naturale: Pajiști uscate seminaturale și facies de acoperire cu tufișuri pe substraturi calcaroase (Festuco-Brometalia) (* situri importante pentru orhidee), Pante stâncoase calcaroase cu vegetație casmofită, Pseudostepă cu ierburi și specii anuale de Thero-Brachypodietea, Păduri de fag din Europa Centrală dezvoltate pe sol calcaros cu Cephalanthero-Fagion.
La baza desemnării sitului se află o specie protejată de  nevertebrate: croitorul mare al stejarului (Cerambyx cerdo).